# ذا إنسايدر (برنامج تلفزيوني)
ذا إنسايدر (المعروف لفترة وجيزة يا إلهي! إنسايدر) هو برنامج تلفزيوني لمجلة إخبارية مشتركة أمريكية تم توزيعه بواسطة توزيع تلفزيون سي بي اس. تم عرض البرنامج لأول مرة في العرض المشترك لأول مرة في 13 سبتمبر 2004 وانتهى في 9 سبتمبر 2017، باعتباره انفصالًا من برنامج إنترتاينمت تونايت، والذي أسس المفهوم كمقطع يأخذ المشاهدين «خلف الأبواب المغلقة» ويمنحهم «نظرة مطلعة» حول معلومات عن القصص والموضوعات ذات الأهمية من جميع أنحاء صناعة الترفيه.
تحول إنسايدر نحو اتجاه التابلويد عندما أصبح برنامجًا منفصلًا، وتم إجراء عدة تغييرات في تنسيقه خلال مواسمه الثلاثة عشر على الهواء قبل الاستقرار على الشكل النهائي في بداية موسم 2011-12 عندما ألغيت العديد من عناصر التابلويد حيث أصبح أكثر من مجرد ملخص مباشر للأخبار الترفيهية. لقد وفّر تغطية للأحداث والمشاهير والمقابلات ونظرات داخلية على مشاريع الأفلام والتلفزيون القادمة.
تم تقديم بث أيام الأسبوع للبرنامج من قبل لويس أغيري وديبي ماتينوبولوس. تم تقديم إصدارات نهاية الأسبوع من قبل مايكل يو وكيلتي نايت، اللذين عملا أيضًا كمراسلين لإصدارات أيام الأسبوع.، تعرض النسخة العربية للبرنامج على قناة تلفزيون دبي تحت اسم ذا إنسايدر بالعربي.

## التاريخ
بدأ البرنامج بتقديم ثنائي، وقد استضيف البرنامج في الأصل من قبل بات أوبراين - الذي كان يقدمه من هوليوود في استوديوهات باراماونت المرحلة 28، والتي كانت تضم مجموعة انترتينمنت تونايت في ذلك الوقت - ولارا سبنسر - التي كانت تقدمه من استوديو ون أستور بلازا التابع لإم تي في في مدينة نيويورك، والذي يطل على ميدان التايمز. حافظ إنسايدر في موسمه الأول، على صيغة الأخبار الثقيلة، مما مهّد الطريق لاتجاه موضوعات مثل توأم من أستراليا تعانيان من أنورإكسيك العصبي (وقد توفيتا في حريق منزل أبريل 2012) ولقد ظهرت بانتظام في فترات لاحقة، إلى جانب القصص الهامشية الأخرى مثل قصص الجريمة الحقيقية وقصة نادية سليمان، التي لم يكن لها علاقة بصناعة الترفيه.
ظل أوبراين - الذي كان في الأصل مضيفًا مشاركًا للبرنامج المنافس آكسيس هوليوود من 1997 إلى 2004 - مضيفًا مشاركًا لذا إنسايدر حتى 5 مارس 2008، عندما تم استبداله بدوني أوزموند. عاد أوبراين إلى البرنامج بعد شهر واحد بعد أن رفض أوزموند تولي دور كمضيف دائم. استضافت سبنسر البرنامج منفردة في بعض الأحيان بسبب مشاكل شخصية متنوعة لأوبراين، خلال السنوات الأربع الأولى التي كانت فيها في البرنامج، والتي أجبر على أخذ إجازة لفترات طويلة لمعالجتها. الأغنية الأصلية - التي تم تغييرها بعد الموسم الثاني، تزامنت مع تغيير في الموزعين إلى تلفزيون سي بي إس باراماونت المحلي بعد أن افترضت سي بي إس ملكية عمليات الإنتاج والتوزيع التلفزيوني لشركة فياكوم في تقسيم ديسمبر 2005 - وقد ألّفها ريتشي سامبورا.
وفي موسمه الرابع، تم نقل إنتاج البرنامج إلى مدينة نيويورك بدوام كامل في سبتمبر 2007. انتقل أوبراين من لوس أنجلوس للانضمام إلى سبنسر في استوديو جديد يقع داخل مسرح مينسكوف في مانهاتن (حيث اعتمد التكيف الموسيقي لـالأسد الملك)، والذي تميز بإطلالات دون عائق على ميدان التايمز بالقرب من مرافق استوديو إم تي في وأيضًا داخل ون أستور بلازا.
في 8 سبتمبر 2008، بدأ ذا إنسايدر البث التلفزيوني عالي الوضوح. في الوقت نفسه، نقل ذا إنسايدر عمليات الإنتاج والاستوديو الأولية إلى لوس أنجلوس، وانضم إلى البرنامج الشقيق إي تي في المرحلة 4 في مركز مركز استوديو سي بي اس، وهي إحدى الخطوات النهائية التي تتضمن دمج ذراع باراماونت النقابي السابق تلفزيون باراماونت المحلي، ضمن توزيع سي بي إس عقب انقسام سي بي إس-فياكوم السابق واعتماد اسم توزيع تلفزيون سي بي إس الجديد آنذاك. كانت النقطة المحورية للمجموعة عبارة عن بناء ثلاثي الأبعاد كبير الحجم بالحجم الطبيعي لشعار البرنامج، والذي كان استخدم سابقًا باعتباره الجزء الرئيسي من المجموعة حيث حدثت المقاطع حتى إعادة تجهيز البرنامج في سبتمبر 2009 لدمج تنسيق طاولة التحليل.
تم التخلي أيضًا عن جانب البرنامج الذي اتخذ من نيويورك مقرًا له، حيث انتقلت سبنسر إلى لوس أنجلوس وأصبحت مضيفة منفردة، وانضم إليها المراسلون فيكتوريا ريكانيو وستيفن كوجوكارو وشيريل وودكوك. في هذه الخطوة، أصبح أوبراين مراسلًا للبرنامج في لوس أنجلوس؛ ولكن بعد عشرة أيام في 18 سبتمبر، تم فصله نهائيًا من ذا إنسايدر بسبب التعليقات التي أدلى بها في بريد إلكتروني للموظفين بعد رحلة إلى آيوا، حيث وجه التعليقات على وجه التحديد في مقطع يومي في منتصف عرض قدمته سبنسر والذي ظهر لأول مرة في بداية الموسم. شرع أوبراين في تضمين ملخص لأسعار وملصقات ملابسها وإكسسواراتها (التي تمت الإشارة إليها في المقطع)، قائلًا أنها جعلت المشاهدين الذين تحدثت معهم «يتقيأون». ومع هذا النقد الموجه، استمر المقطع في البث في نهاية كل إصدار حتى رحيل سبنسر، وتوسع إلى النقطة التي اتخذ فيها المشاهدون خيارات متعددة بشأن ما سترتديه سبنسر في البث التالي. سيظهر أوبراين مرة أخرى في الحلقة الأخيرة من ذا إنسايدر بعد تسع سنوات، مهنئًا طاقم العرض على عملهم.
بعد رحيل أوبراين، استضافت سبنسر العرض بمفرده حتى يناير 2009 عندما استضافت سامانثا هاريس (التي عملت سابقًا كمراسلة لـأخبار إي!) إلى البرنامج كمضيفة مشاركة دائمة. قدمت هاريس أيضًا التحليل والتعليق كجزء من واجباتها كمضيف مشارك في الرقص مع النجوم على أيه بي سي حتى رحيلها عن سلسلة مسابقة الواقع في بداية عام 2010.

### التغييرات في الشكل والمضيفين
خلال سبتمبر 2009، تم تحويل البرنامج إلى شكل طاولة تحليل، وقد تضمن مناقشة مائدة مستديرة وتنسيق مناظرة (على غرار برنامج عذرًا على الانقطاع أو جزء «هوت توبيك» من برنامج الرأي) مع ثلاثة مضيفين مشاركين دائمين ومضيف ضيف يناقشون ترفيهية، مع أن ذلك تم تعديله أيضًا حيث أصبحت الممثلة نيسي ناش رابع مضيفة فعلية، كما أضاف البرنامج مضيفة خامسة متناوبة. نتيجة لذلك، تمت إزالة المراسلين على الهواء فعليًا، حيث تم تجميع القصص من قبل موظفي إنترتاينمت تونايت أو من أفراد خارج الكاميرا.
تم تغيير التنسيق مرة أخرى في سبتمبر 2010، واستعادته إلى مفهوم المجلة الإخبارية الترفيهية التقليدية مع سبنسر وكريس جاكوبس كمضيفين مشاركين. كان محللون الصناعة يظنون أن التغيير كان مقدمة لاختبار سبنسر عن طريق تقديم البرنامج بشكل مشابه لإي تي دون وضعها عليه، حيث أعلنت المضيفة الأساسية لإنترتينمنت تونايت منذ فترة طويلة ماري هارت تقاعدها من هذا البرنامج في نهاية موسم 2010-2011؛ ومع ذلك، تم تعيين نانسي اوديل خلفًا لهارت كمساعد مشارك في نهاية مايو 2011.
في 5 مارس 2011، أعلن توزيع تلفزيون سي بي إس أن كيفن فريزر سيصبح مذيعًا مشاركًا للبرنامج، ليحل محل جاكوبس، الذي انتقل إلى إنترتاينمت تونايت كمراسل لهذا البرنامج. وبعد اثني عشر يومًا في 17 مارس، أُعلن أن سبنسر ستغادر البرنامج بحلول بداية مايو ليصبح مذيع أسلوب الحياة لصباح الخير يا أمريكا تم استبدال سبنسر ببروك أندرسون، الذي عمل كمضيف مشارك لبرنامج شووبيز الليلة على HLN. خلال أسبوع زفاف الأمير ويليام وكاثرين ميدلتون، قسمت أندرسون واجباتها في إعداد التقارير بين سي إن إن وذا إنسايدر. في بداية موسمه السابع في 4 سبتمبر 2011، تم إعادة تركيز البرنامج بشكل أكبر كبرنامج إخباري ترفيهي مباشر، مع إزالة العديد من عناصر التابلويد من فترة سبنسر / أوبراين؛ بالإضافة إلى ذلك، تم إعادة تركيز موقع البرنامج ليكون أكثر من منافس مباشر لتي ام زي.

### الشراكة مع ياهو!
في 24 أكتوبر 2012، توصل توزيع تلفزيون سي بي إس إلى اتفاقية ترخيص ومحتوى للعلامة التجارية مع ياهو! لتجميع المحتوى بين قسم أخبار المشاهير / القيل والقال، يا إلهي! وذا إنسايدر. من خلال هذه الاتفاقية، تمت إعادة تسمية البرنامج باسم omg! Insider في 7 يناير 2013. في 1 يناير 2014، أعلن المنتج التنفيذي براد بيسي في مقطع فيديو على حساب البرنامج على فيسبوك أن البرنامج سيستعيد عنوانه الأصلي في 6 يناير، مع الاحتفاظ بجميع العناصر الأخرى. جاءت استعادة العنوان الأصلي للبرنامج نتيجة قرار الرئيس التنفيذي لشركة ياهو ماريسا ماير بتغيير العلامة التجارية لبعض منصات ياهو، بما في ذلك "omg!"، والتي غيرت اسمها إلى «ياهو سيليبريتي»؛ ومع ذلك، استمر كلا الكيانين في مشاركة القصص والمحتوى مع بعضهما البعض. انتهت الشراكة مع ياهو! في 12 سبتمبر 2016.
في أغسطس 2014، غادر كيفن فرايزر ذا إنسايدر ليصبح مشاركًا في إصدار أيام الأسبوع من إنترتاينمت تونايت، والذي كان قد عمل فيه سابقًا كمذيع ومراسل في عطلة نهاية الأسبوع من 2004 إلى 2011. تم استبداله في 8 سبتمبر من ذلك العام من قبل لويس أغيري، الذي انضم إلى البرنامج بعد خمسة عشر عامًا كمضيف لبرنامج ديكو درايف الذي تم تنسيقه بالمثل على شبكة WSVN التابعة لشركة فوكس في ميامي.
في 16 يونيو 2015، أفاد موقع ذا وارب أن المراسلة الخاصة ديبي ماتينوبولوس ستحل محل ثيا اندروز كمذيعة مشاركة ذا إنسايدر. حلت ماتينوبولوس محل اندروز، الذي غادرت البرنامج، في 6 يوليو.

### الإلغاء
بسبب انخفاض التصنيفات، أعلن توزيع تلفزيون سي بي إس إلغاء ذا إنسايدر بعد 13 عامًا في 7 فبراير 2017. تم بث البرنامج لآخر مرة في 9 سبتمبر.

## نموذج النقابة
تم بث ذا إنسايدر على محطات تلفزيونية في أسواق معينة في جميع أنحاء الولايات المتحدة على شكل نصف كتلة إخبارية ترفيهية مدتها ساعة واحدة والتي تضمنت أيضًا العرض الذي تم فصله منه، إنترتاينمت تونايت.
تم تجميع ثلاث نسخ من ذا إنسايدر سابقًا وإتاحتها للمذيعين قبل عام 2009؛ نسخة «قائمة بذاتها» (والتي حَذفت إلى حد كبير الإشارات إلى إي تي)، ونسختان أخريان مصممتان لتسبق أو تَتبع إي تي مع عروض ترويجية تحدد القصص التي سيتم عرضها في إصدار ذلك اليوم من البرنامج الأخير، بالإضافة إلى تلك القصص التي سيتم بثها في بث اليوم التالي من ذا إنسايدر. بعد عام 2009، تم إنتاج نسخة مستقلة بدون استمرارية إي تي، حيث تم تقليل نقل البرنامج خارج الأسواق الأولية إلى محطات ذات مستوى وفترات زمنية أقل (غالبًا في في وقت متأخر من الليل أو في نفس اليوم أو اليوم الخلفي) في البث النهاري)، مما يجعل التغطية التكميلية بين العرضين مستحيلة.

## طاقم العمل على الهواء

### طاقم سابق على الهواء
- لويس أغيري - مذيع مشارك (2014-2017)
- بروك أندرسون - مذيعة / مراسلة (2011-2012 ؛ لاحقًا في إنترتاينمت تونايت)
- ثيا اندروز - مذيعة مشاركة (2013-2015)
- مات بابل - مراسل خاص (2012)
- ليزا بلوم - محلل قانوني (2010)
- ستيفن كوجوكارو - خبير أسلوب (2004-2009؛ لاحقًا في إنترتاينمت تونايت)
- كيفن فريزر - مذيع مشارك (2011-2014؛ الآن مضيف إنترتاينمت تونايت)
- كاثي لي غيفورد - مراسلة (2005-2006؛ لاحقًا في إن بي سي نيوز كمضيفة مشاركة لتوداي)
- سامانثا هاريس - مذيعة / مراسلة في عطلة نهاية الأسبوع (2009-2010؛ لاحقًا في إنترتاينمت تونايت، والآن عادت إلى إكسترا)
- كريس جاكوبس - مذيع / مراسل (2009-2011؛ لاحقًا في إنترتاينمت تونايت)
- دارين كافينوكي - محلل قانوني (2009-2017)
- كيلتي نايت - مراسلة (2012-2017؛ الآن في إنترتاينمت تونايت)
- أناندا لويس - مراسل (2004-2005)
- ديبي ماتينوبولوس - مراسلة خاصة (2011-2012)، مذيعة مشاركة (2015-2017، شاركت لاحقًا في استضافة المنزل والعائلة على قناة هولمارك)
- جيل مارتن - مراسل (2010-2011؛ لاحقًا في آكسيس هوليوود)
- نيسي ناش - عضو لجنة المشاهير (2009-2010)
- بات أوبراين - مذيعة / مراسلة (2004-2008)
- دوني أوزموند - مراسل (2007-2008؛ استضاف أيضًا مكان أوبراين لفترة قصيرة في عام 2008)
- نينا باركر - مراسلة (2011-2014، لاحقًا في أخبار E!)
- فيكتوريا ريكانيو - مذيعة / مراسلة في عطلة نهاية الأسبوع (2004-2009؛ لاحقًا في KTLA في لوس أنجلوس وشبكة دليل التلفزيون؛ عادت الآن في إنسايد إيديشن)
- توماس روبرتس - مراسل (2007-2008؛ لاحقًا في إن بي سي نيوز وإم إس إن بي سي وWGCL-TV في أتلانتا؛ تستضيف الآن برنامج دايلي مايل تي في)
- لارا سبنسر - مقدمة / مراسلة (2004-2011؛ الآن في صباح الخير يا أمريكا)
- شيريل وودكوك - مراسلة (2007-2009)
- مايكل يو - مراسل / مذيع مشارك (2013-2017)

## النقل الدولي
خارج الولايات المتحدة، بث ذا إنسايدر برنامج Big CBS Love في الهند، وETC في الفلبين، وإم بي سي 4 في الشرق الأوسط وشمال أفريقيا بعد إنترتاينمت تونايت.
في أستراليا، بثت شبكة تن برنامج ذا إنسايدر بعد يوم واحد من البث في الولايات المتحدة إلى جانب البرنامج الشقيق إنترتاينمت تونايت في صباح أيام الأسبوع، مع إعادة بثه على الشبكة الشقيقة بايتش 10 بعد منتصف الليل؛ قامت تن آند إليفين بإزالة العرض من جداولهم في 1 نوفمبر 2013. بُث البرنامج سابقًا على فوكستيل المملوكة لقناة أرينا من التلفزيون المدفوع، وفي كندا في هاميلتون، أونتاريو أساس CHCH في العالم العربي، تلفزيون دبي منذ عام 2017.
بدأت نسخة عربية بعنوان THE INSIDER بالعربي البث على تلفزيون دبي في 12 نوفمبر 2017.

## النسخة العربية
بدأ تلفزيون دبي بث نسخة عربية بعنوان The Insider بالعربي، في نوفمبر 2017.

## الإصدارات الدولية
يتم توزيع الحقوق الدولية من قبل استوديوهات سي بي إس الدولية.
| لغة البلد  | العنوان المحلي      | قناة         | تاريخ البث / العرض الأول |
| ---------- | ------------------- | ------------ | ------------------------ |
| Arab World | The Insider بالعربي | تلفزيون دبي. | 12 نوفمبر 2017           |

## روابط خارجية
- ذا إنسايدر  على قاعدة بيانات الأفلام على الإنترنت (بالإنجليزية).